# 宇治殿
宇治殿（うじどの、生没年不詳）は、室町時代前期の女性。室町幕府第3代将軍・足利義満の側室。宇治大清の娘で、『迎陽記』によると応永5年（1398年）に足利義満との間に3歳の姫君があったと伝わる。